# 大辞泉
大辞泉是日本的小学館所發行的中型国語辞典。自1966年（昭和41年）即開始計劃，但直到1995年才正式出版。豐富的彩色插圖是其特徵，初版收錄的詞彙數量約22万。

## 歷史

### 印刷版
- 初版（ISBN 9784095012117）：1995年12月1日
  - 増補・新装版（ISBN 9784095012124）：1998年
- 第二版（ISBN 9784095012131）：2012年11月2日